# Pułaski-légió
A Pulaski-légiót Kazimierz Pulaski és Kováts Mihály hozta létre 1778-ban a Kontinentális kongresszus kezdeményezésére.                                                                                                                                                        Az egységben 200 gyalogos és 300 huszár szolgált. Jóllehet akadtak az egység soraiban lengyelek és magyarok is, ám számuk igen-igen elenyésző volt. A katonák legnagyobb többsége franciákból, amerikaiakból, írekből, németekből, valamint a brit királyi hadseregtől dezertált angol és hesseni hivatásos katonákból állt. Kováts Mihálynak komoly érdemei voltak a lovasság megszervezésében és kiképzésben. A huszárezredes a magyar huszárok után mintázta a lovasságot. Pulaski inkább a gyalogságot szervezte.

## A függetlenségi háborúban
Habár a légió kicsi volt, sok ütközetben részt vett, többek között a charleston-i (1779) és a savannah-i (1779) ütközetben (ahol később meghalt Pulaski és Kováts). A két alapító halála után Pierre-Francois Vernier tábornok lett a hadsereg vezetője, de csak egy rövid ideig, mert a légiót leszerelték és a tagjait besorozták az Armand-légióba.

## Fordítás
- Ez a szócikk részben vagy egészben  a   Pulaski's_Legion című angol Wikipédia-szócikk ezen változatának fordításán alapul.  Az eredeti cikk szerkesztőit annak laptörténete sorolja fel. Ez a jelzés csupán a megfogalmazás eredetét és a szerzői jogokat jelzi, nem szolgál a cikkben szereplő információk forrásmegjelöléseként.